# Sarah al-Helal
Sarah al-Helal (arabisch سارة الهلال, DMG Sāra al-Hilāl; * 23. Juni 1988) ist eine saudi-arabische Leichtathletin, die sich auf den Sprint spezialisiert hat. Aktuell ist sie Inhaberin der Landesrekorde über 200 und 400 Meter.

## Sportliche Laufbahn
Erste internationale Erfahrungen sammelte Sarah al-Helal im Jahr 2025, als sie bei den Arabischen Meisterschaften in Oran im Siebenkampf mit neuem Landesrekord von 3933 Punkten den vierten Platz belegte und über 400 m Hürden nicht ins Ziel kam. Zudem gewann sie dort mit der saudi-arabischen 4-mal-100-Meter-Staffel in 49,24 s die Silbermedaille hinter dem algerischen Team und stellte auch damit einen neuen Landesrekord auf.

## Persönliche Bestleistungen
- 800 Meter: 2:26,22 min, 1. Mai 2025 in Oran (saudischer Rekord)
- 100 m Hürden: 15,90 s (−0,4 m/s), 30. April 2025 in Oran (saudischer Rekord)
- Siebenkampf: 3933 Punkte, 1. Mai 2025 in Oran (saudischer Rekord)